# جوان كلارك
جوان إليزابيث لوثر موراي كلارك (بالإنجليزية: Joan Clarke) (24 يونيو 1917 - 4 سبتمبر 1996)، عالمة إنجليزية متخصصة في تحليل الشفرات وكذلك كانت عالمةً في علم العملات، عملت في مجال تحليل الشفرات في بلتشي بارك أثناء الحرب العالمية الثانية، إذ كانت من المشاركين في مشروع إنجما [بحاجة لمصدر] الذي ساهم في فك تشفير الاتصالات لألمانيا النازية أكسبها جوائز وسمعة طيبة، ولعبت لاحقاً دورًا كبيرًا في تعيينها كعضوٍ في وسام الإمبراطورية البريطانية (إم بي إي) في عام 1946.

## النشأة
ولدت جوان إليزابيث لوثر كلارك في 24 يونيو 1917، في غرب نوروود، لندن، إنجلترا، وكانت أصغر طفلةٍ لدوروثي (نيي فولفورد) وريدم وليم كيمب لوثر كلارك وهو رجل دين، كان لديها ثلاثة أشقاء وأخت واحدة. التحقت كلارك بمدرسة دولويتش الثانوية للبنات في جنوب لندن وفازت بمنحة دراسية في عام 1936، لحضور كلية نيونهام في كامبريدج، حيث حصلت على درجة أولى مزدوجة في الرياضيات، وكانت رانجلر حرمت من الحصول على درجةٍ كاملة، لأن الجامعة كانت تمنحها للرجال فقط حتى عام1948.
تم اكتشاف قدرات جوان الرياضية في البداية من قبل جوردون ويلشمان، في فصل دراسي جامعي في جامعة كامبريدج، ويلشمان كان واحداً من أفضل أربعة علماء رياضيين يتم تعيينهم في عام 1939؛ للإشراف على عمليات فك التشفير في بليتشلي بارك، بعد ملاحظة قدرات كلارك الرياضية، جندها للانضمام إليه في بلتشلي بارك لتكون جزءًا من «مدونة الحكومة ومدرسة سايفر» (جي سي سي إس)، بدأ (جي سي سي إس) في عام 1939 بهدفٍ واحدٍ فقط، وهو كسر رمز إنجما الألماني، كان رمز إنجما آلة أخترعها الألمان لتشفير رسائلهم، واعتقدوا بقوة أن آلتهم غير قابلة للكسر. وصلت كلارك لأول مرة إلى بليتشلي بارك في 17 يونيو 1940، وقد تم وضعها لأول مرة في مجموعةٍ مكونةٍ من نساءٍ فقط يشار إليهن باسم «الفتيات»، وكان ذلك في الأساس عملاً كتابياً روتينياً. في هذا الوقت كان التشفير ليس وظيفة للمرأة. ووفقاً لكلارك لم تكن تعرف سوى عالمة تشفيرية أخرى تعمل في بلتشلي بارك.

## الحياة المهنية

### فك التشفير في بلتشلي بارك
في يونيو 1940، تم تعيين كلارك من قبل المشرف الأكاديمي السابق جوردون ويلشمان إلى (جي سي سي إس)، إذ عملت في بلتشي بارك في القسم المعروف باسم هوت إيت وسرعان ما أصبحت المرأة الوحيدة في بانبوريزموس، وهي عملية كربتنالتك طورها آلان ترونج مما قلل الحاجة إلى القنابل والأجهزة الكهروميكانيكية، كما استخدمها عالما التشفير البريطانيان ولشمان وترونج لفك الرموز المشفرة الألمانية خلال الحرب العالمية الثانية، على الرغم من أن كلارك كان لها نفس الموقف مثل زملائها الذكور، إلا أنها كانت تتقاضى أجوراً أقل بسبب جنسها، وكان أول عملٍ ترويجيٍ لـ كلارك هو درجة لغوية و التي صُممت لزيادة راتبها على الرغم من حقيقة أنها لم تتحدث لغة أجنبية، كان هذا العرض تقديراً لعبء عملها ومساهماتها للفريق.
في عام 1941م، تم القبض على سفن الصيد وكذلك معدات التشفير والرموز الخاصة بهم. قبل الحصول على هذه المعلومات غرقت حقائب الذئب 282,000 طن من الشحن شهرياً من مارس إلى يونيو 1941. بحلول نوفمبر استطاعت كلارك وفريقها تقليل هذا العدد إلى 62,000 طن. وصفها هيو ألكساندر رئيس هوت إيت من عام 1943 إلى عام 1944 بأنها «واحدة من أفضل البربريين في القسم»، كان يعتبر ألكسندر نفسه من أفضل البربريين، واعتبر هو وجيه جودة العملية أكثر لعبة فكرية من وظيفة كان «ليس من السهل أن تكون تافهاً، ولكن ليس من الصعب أن تسبب الانهيار العصبي».
أصبحت كلارك نائبةً لرئيس هوت ايت 8 في عام 1944، على الرغم من أنها مُنعت من التقدم بسبب جنسها، وكان أجرها أقل من الرجال. أصبحت كلارك وتورنج صديقين حميمين في بلتشي بارك، ورتب تورينج تحولاتهم حتى يتمكنوا من العمل معاً، وقضوا الكثير من وقت فراغهم معاً. في أوائل عام 1941، اقترح تورينج الزواج من كلارك، ثم قدمها إلى عائلته. على الرغم من اعترافها بشكلٍ شخصيٍ بجنسيته، إلا أنه «غير منزعج» من الوحي قرر تورينج أنه لا يستطيع المرور بالزواج، وانفصل عن كلارك في منتصف عام 1941، اعترفت كلارك لاحقاً بأنها تشتبه في أن المثلية الجنسية لتيورنر لم تكن لفترة طويلة، ولم يكن الأمر مفاجئاً عندما قدم لها الإذن بها. كان كلارك وتورنج صديقين حميمين منذ فترةٍ وجيزةٍ بعد أن التقيا، واستمر حتى وفاة تورينج في عام 1954، وكانا يتقاسمان العديد من الهوايات وكان لهما شخصيات متشابهة.

## بعد الحرب
بعد الحرب عملت كلارك في مقر الحكومة للاتصالات (جي سي إتش كيو) حيث التقت اللفتنانت[بحاجة لمصدر] كولونيل جون كينيث رونالد موراي، ضابط جيشٍ متقاعدٍ خدم في الهند. تزوجا في 26 يوليو 1952، في كاتدرائية تشيتشستر. بعد فترةٍ وجيزةٍ من زواجهم، تقاعد جون موراي من (جي سي إتش كيو) بسبب اعتلال الصحة وانتقل الزوجان إلى كرايل في فايف. عادوا للعمل في (جي سي إتش كيو) في عام 1962، حيث بقيت كلارك حتى عام 1977 عندما تقاعدت في سن الستين. بعد وفاة زوجها في عام 1986، انتقلت كلارك إلى هيدينجتون، أكسفوردشير، حيث واصلت بحثها في العملات، وخلال الثمانينات ساعدت السير هاري هينسلي مع ملحق المجلد 3، الجزء الثاني من المخابرات البريطانية في الحرب العالمية الثانية، كما ساعدت المؤرخين الذين يدرسون كسر رمز زمن الحرب في بلتشلي بارك، بسبب استمرار السرية بين علماء الشفرات، لا يزال المدى الكامل لإنجازاتها غير معروف.
بعد لقاء مع زوجها الذي كان قد نشر أعمالًا حول العملات الاسكتلندية في القرنين السادس عشر والسابع عشر، أنشأت تسلسلًا زمنيًا معقدًا لعملات ذهبية يونيكورن والعملات الثقيلة التي كانت متداولة في اسكتلندا خلال عهد جيمس الثالث وجيمس الرابع. في عام 1986، تم التعرف على أبحاثها من قبل جمعية المسكوكات البريطانية عندما تم منحها وسام سانفورد سالتوس جولد. ووصف العدد رقم 405 من المنشور النقودي ورقتها حول الموضوع بأنها «خيالية».

## الاهتمامبعلم العملات(المسكوكات)
بعد لقائها بزوجها، الذي كان قد أنشأ عملاً متخصصاً في العملات المعدنية الاسكتلندية المسكوكة في القرنين السادس عشر والسابع عشر، هذا تسبب في تطور اهتمام كلارك بتاريخ المسكوكات، أسست تسلسل زمنى معقدة لعملات ذهبية تسمى (بالإنجليزية: unicorn) وأيضاً في عملات فضية مثل جروت (groat) التي كانت متداولة في إسكتلندا خلال عهدي جيمس الثالث وجيمس الرابع، وفي عام 1986، تم الاعتراف بأبحاثها من قبل جمعية النقود البريطانية عندما حصلت على ميدالية سانفورد سالتوس الذهبية. وصف العدد 405 من منشور دورى متخصص في النقود ورقتها حول هذا الموضوع بأنها «اختراق علمي».

## الحياة الشخصية
لم يُعرف الكثير عن مصالح كلارك الشخصية أو عن ماضيها، ووفقًا لباحثٍ كان مكرسًا للنظر في حياة النساء المخادعة في وقت الحرب العالمية الثانية، كان كيري هوارد، جوان كلارك شخصًا خاصًا جدًا، قالت إحدى جيرانها إنها لم تتحدث أبداً عن خلفيتها الشخصية، وكانت مربكة في المواقف الاجتماعية، وكان الناس يجدون صعوبةً في التعرف على جوان كلارك بسبب هذا، لذلك هناك معلوماتٌ محدودةٌ عن حياتها الشخصية، وما هو معروفٌ هو أن كلارك كانت لها عددًا من الهوايات التي أصبحت شغفًا، مثل العمل النباتي والشطرنج والحياكة، في ربيع عام 1941، طورت جوان كلارك صداقةً وثيقةً مع زميلها من هوت إيت، آلان تورينج الذي كان تورنج وكلارك قد التقيا في وقتٍ سابقٍ لأن تورينج كان صديقاً لأخي كلارك الأكبر، أعد تورينج تحولاته للعمل معا، ولهذا صرفوا الكثير من الأيام الحرة معًا. في وقتٍ مبكرٍ بعد هذه الصداقة اقترح تورينج الزواج من كلارك وقبلت. ومع ذلك بعد بضعة أيام من الاقتراح أخبرها تورنج عن شكوكه في زواجهم لأنه كان لديه ميول مثلية. على الرغم من ذلك ظل كلارك وتورينج صديقين. في أواخر صيف عام 1941، انتهت مشاركتهم بالتراضي، بسبب اعتقاد تورنج أن زواجهما سيكون فاشلاً. في وقتٍ لاحقٍ في عام 1947، التقت جوان مع اللفتنانت كولونيل جون كينيث رونالد موراي، ضابط جيشٍ متقاعدٍ خدم في الهند. كانوا متزوجين في 26 يوليو 1952، في كاتدرائية تشيتشستر.

## الوفاة
توفيت جوان كلارك في منزلها في هينغتون، في 4 سبتمبر 1996.

## دور السينما في ابراز قصتها
مُثل دور كلارك من قبل كيرا نايتلي في فيلم The Imitation Game (2014) ، مقابل بنديكت كومبرباتش في دور آلان تورينج. ووصفت ابنة أخت تورينج الباقية، إيناغ باين، كلارك بأنه «بأن دورها في الفيلم بدا عادياً وليس مميزاً» واعتقدت أن نايتلي تم تصويرها بشكل غير لائق على أنها كلارك. كما انتقد كاتب سيرة تورينج أندرو هودجز الفيلم، مشيرًا إلى أن السيناريو «أقام العلاقة مع جوان أكثر مما كانت عليه في الواقع».
في المقابل، ذكر مقال بقلم الصحفي في بي بي سي جو ميلر أن «قصة كلارك قد خلدت». في الفيلم، وفي نقاش للمخرج مورتن تيلدوم يوضح كيف نجحت كلارك في مجالها على الرغم من عملها «في وقت لم يكن يتم فيه تقدير ذكاء المرأة».
تم ترشيح نايتلي لجائزة الأوسكار لأفضل ممثلة مساعدة في حفل توزيع جوائز الأوسكار السابع والثمانين عن أدائها في دور كلارك.